# Sumrall
Sumrall è una città (town) degli Stati Uniti d'America, situata nella contea di Lamar, nello Stato del Mississippi.